# Переможне (Василівська міська громада)
Перемо́жне — село в Україні, у Василівській міській громаді Василівського району Запорізької області. Населення становить 189 осіб. До 2020 орган місцевого самоврядування — Широківська сільська рада.

## Географія
Село Переможне розташоване за 1,5 км від села Тернувате. У селі бере початок пересихаюча балка Зенова з загатою.

## Історія
Село засноване 1890 року під первинною назвою Барбаштат.
У 1945 році перейменоване в село Переможне.
12 червня 2020 року, відповідно до Розпорядження Кабінету Міністрів України від № 713-р «Про визначення адміністративних центрів та затвердження територій територіальних громад Запорізької області», увійшло до складу Василівської міської громади.
19 липня 2020 року, в результаті адміністративно-територіальної реформи та ліквідації колишнього Василівського району (1923—2020), село увійшло до складу новоутвореного Василівського району.
22 червня 2023 року рішенням Національної комісії зі стандартів державної мови віднесено до списку населених пунктів, які «можуть не відповідати лексичним нормам української мови», зокрема стосуватися «російської імперської чи колоніальної політики». Громаді рекомендовано обґрунтувати доцільність збереження поточної назви або запропонувати нову назву в установленому законодавством порядку.